# 卓尔精灵
卓尔精灵（Drow，又稱黑暗精靈）是角色扮演游戏《龍與地下城》系列中的设定的一个種族。
人们常常会混淆卓尔精灵与另外一个系列龍槍中的黯精灵。龍槍中的黯精灵並不是一支種族,而是因邪惡被放逐的精靈。卓尔精灵则是在魔法诅咒和长时间无光、放射线强烈的幽暗地域中演化出来的精灵亚种，有自己的語言文化及信仰。卓尔精灵被设定为一种优雅而残酷的生物。

## 架空历史
卓尔精灵源自被遗忘的国度上13000年前精灵们掀起的长达三千年的皇冠战争。在第四次皇冠战争中，柯瑞隆（Corellon）用法术把腐败、邪恶的精灵转变成了黑暗精靈，并且把他们驱赶到了黑暗的幽暗地域中。
400年后，黑暗精靈的文明开始在幽暗地域形成。第一个大帝国塔伦提瓦（Telantiwar）成立。首都是在9000 DR时从矮人王国夺取的巨大洞穴贝伦丹（Bhaerynden）。但是黑暗精靈的互相残杀的天性使他们一直争夺这处地方的统治权。终于贝伦丹在一场大爆炸中完全塌方，许多黑暗精靈与这些地下都市全部被埋葬。贝伦丹也成为了露天，而被称为大裂隙(Great Rift)。
随后是被黑暗精靈称为大流亡的年代，残存的黑暗精靈逃进幽暗地域。原来塔伦提瓦帝国的领域出现了许多城市和聚落。

## 生态学

### 居地环境
卓尔精灵最著名的居住地为被遗忘国度地下幽暗地域中的魔索布莱城（Menzorberranzan），此外还包括幽暗地域中契徳拿撒城，及乌斯特拿萨城等。

### 生理特徵

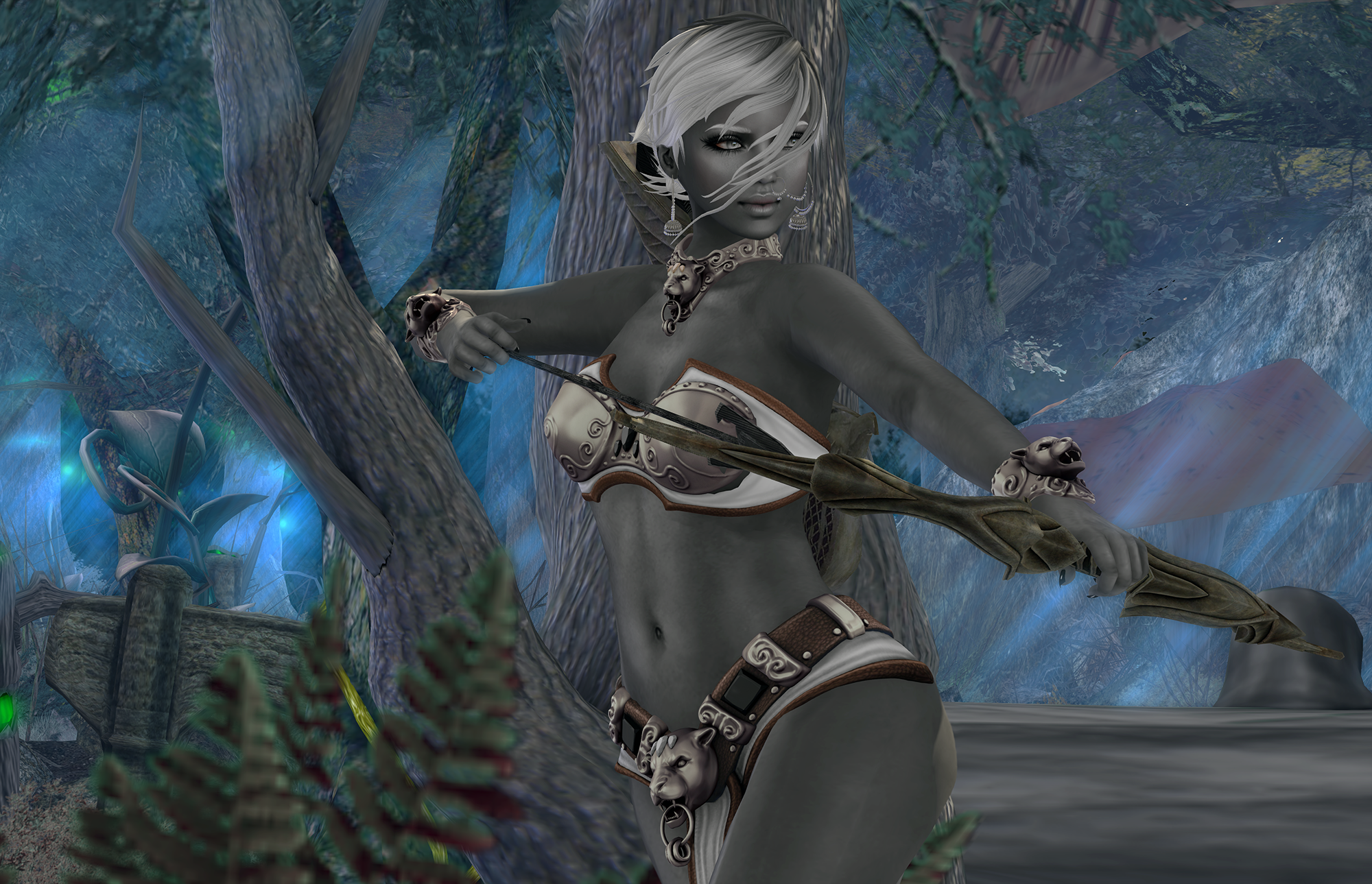
第二人生中一个卓尔精灵的形象。

卓爾精靈的祖先原本也擁有白皙的皮膚，但在進入地底之後長時間受到地底輻射的影響而使皮膚變成焦黑色，頭髮則變成純白色。他們從出生以來就沒有接觸陽光，因此極少數曾到地表的黑暗精靈顯得極度畏光，而且陽光會對他們造成類似燒灼的傷害，長輩更會藉太陽所帶來的痛苦，將「地面就是煉獄」的這種訊息深深刻印在卓爾年青一代的心裏。但從崔斯特跟維康妮亞的例子來看，只要能夠忍耐一段時間，卓爾精靈也可以適應陽光的照射。卓尔精灵在地底的黑暗环境中进化出了夜视能力，可以通过红外线观察周围的黑暗环境。在卓爾精靈中唯一會點蠟燭的是卓爾法師們，因為夜视能力無法使卓爾法師看清魔法書上的文字。
卓尔精灵与其他大多数生物不同的是，女性大多要比男性高大。
卓尔精灵天生具有一些特异的能力。可以召唤出能够阻挡红外线和普通光线的黑暗结界，以及用七彩冷焰照亮物体。而卓尔精灵贵族则可以进化出浮空术。卓尔精灵也拥有对魔法攻击免疫的能力。
卓尔精灵也非常善于用魔法对武器进行改造，擅长将武器附上杀伤力极强的魔法。但是这些魔法在阳光之下，会产生不可预期的效果。
卓尔精灵的寿命一般是700岁。

### 阵营
卓尔精灵属于邪恶阵营。但是他们并不是天生邪恶，而是在后天的培养过程中变成的。

## 社会

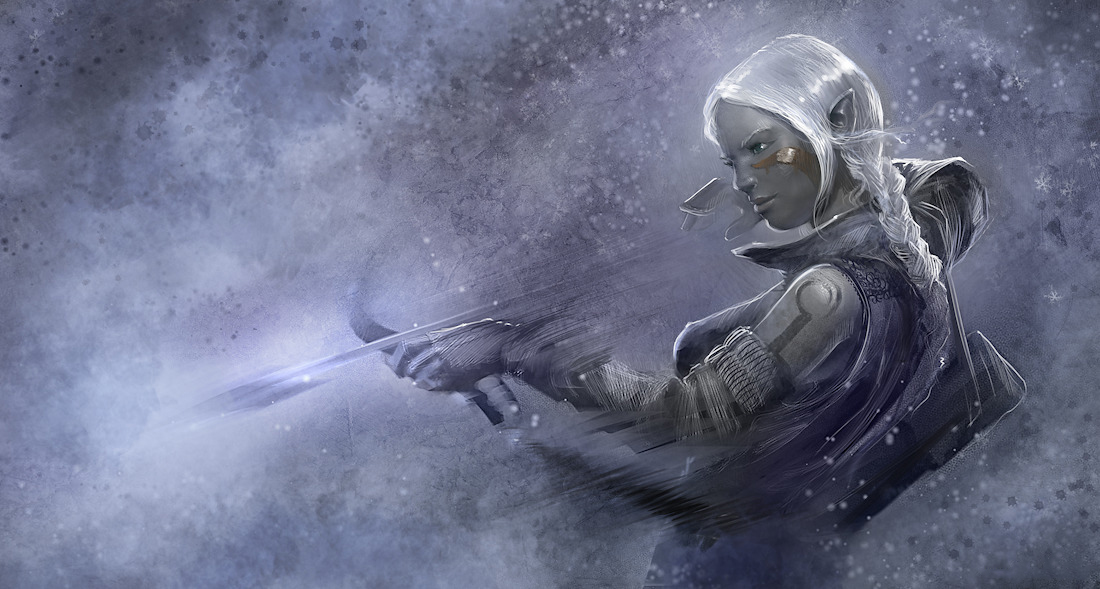
弓箭手

### 婚姻
罗丝的卓尔有着一个母系社会，在那里财产、头衔和继承权这些遗产是从母亲传给女儿的。生孩子是种妇女权力的象征，也是种男人永远不会有的能力。因为这些因素，女性卓尔通常想要有和她们那缓慢的精灵族出生率所允许的那样多的孩子。因为女性有着所有的控制权，男人和女人之间的关系几乎没有协议书，而且是女人来决定谁是她们的爱人和这种关系能持续多久。

### 信仰
主要信仰是蜘蛛神后罗丝女神，就如崔斯特·杜堊登所說的，卓爾全族幾乎都是罗丝的傀儡,
但仍有少數信仰其他如伊丽丝翠, 关纳德, Kiaransalee, Selvetarm 和Vhaeraun等神。
在博德之門登場的崔斯特跟维康妮亚都與一般卓爾信仰不同神,崔斯特信仰森林女神梅丽凯,而维康妮亚信仰夜神莎尔。

### 階層
大多数黑暗精灵的城市都是在蜘蛛神后罗丝女神的信仰下形成的母系社会，女祭司是最高统治者。几个贵族家庭通过严格的阶层体系统治人民。由排名前八的贵族家族组织成执政议会，议长则是第一家族中的最高阶女祭司。每个家族同样的也由一名被称为主母（Matron）的最高阶的女祭司通过她的下属女司祭们（往往是她的女儿们）来进行统治。
一般来说，贵族家族的子女如果500岁以后仍然不能继承主母的位子，就会设法组成自己的家族，否则他们的子孙将不会是贵族。
男性地位一般低下，除了繁殖后代没有太多附加价值，但若有才能仍然能受到一定的尊敬。男性最好的出路是法师，如果对武技有自信，武技长也是不错的选择。主母的丈夫称作侍父(Patron)，除了作为泄欲工具，没有什么正式的名分和权力，而且可以随时被更换。
各家族之间永远在进行着各种明争暗斗。女祭司之间也是通过勾心斗角和暗杀以获得更高的权位。各家族之间也伺机消灭对手，因此造成卓尔精灵的数量越来越少。在黑暗精灵中，所有的争斗都服从一个铁律：“如果无法证明，就从未发生过。”因此消灭对手家族往往都是斩草除根，不留下任何一个贵族。否则幸存者向执政议会指控的话，发动攻击的家族就会被大家消灭掉。反之，即使大家都知道是谁干的，也不会有人出来指责，还会赞赏对方的勇气和智力。
卓尔精灵的牧师一般都使用蛇首鞭，以精金打造，鞭身与鞭头都是活毒蛇。

## 語言
卓尔式语言犹如音乐一样悦耳，他们大多是语言天才，可以轻易模仿他们听见的讲话，但他们基本都没怎么接触过地表语言。
卓尔的语言有“地底卓尔语”，“手语”（默语），“高等卓尔语”。地底卓尔语随着地域和时代的发生着缓慢的演化，它是卓尔精灵的日常用语。手语使用手势，姿态和表情来表示自己的意思。高等卓尔语并不普遍，只有司祭才懂得使用。
另外因為地底光線微弱，卓爾的語言通常並不用於書寫。

## 文化
洛斯兽是在地底的卓尔精灵的重要家畜，地底蜥蜴则经常被用来作为坐骑。

## 主要的家族
- 杜垩登家族，居住在魔索布莱城，最早出现在《黑暗精灵三部曲》的第一部《故土》中。由R·A·萨尔瓦多创造。
- 班瑞家族：魔索布莱城的首席家族
- 迪佛家族：魔索布莱城排名第四家族

## 与其他種族的關係
由於羅斯控制的關係,一般善良種族對於卓爾都是既痛恨又害怕,邪惡種族可能會跟卓爾合作,不過不會太信任他們,因為背叛一向是卓爾的傳統。
而对于地面的精灵种族同胞，卓尔精灵非常仇恨与蔑视，将他们称之为“妖精”（Fairy）。